# Oribatula excavata
Oribatula excavata är en kvalsterart som beskrevs av Berlese 1916. Oribatula excavata ingår i släktet Oribatula och familjen Oribatulidae. Inga underarter finns listade i Catalogue of Life.